# Euscorpius arikani
Espèce
Euscorpius arikani est une espèce de scorpions de la famille des Euscorpiidae.

## Distribution
Cette espèce est endémique de la province d'Antalya en Turquie. Elle se rencontre vers Finike.

## Description
Le mâle holotype mesure 23,07 mm et la femelle paratype 25,05 mm.

## Étymologie
Cette espèce est nommée en l'honneur de Hüseyin Arikan.

## Publication originale
- Yağmur & Tropea, 2015 : A new species of Euscorpius Thorell, 1876, from southwestern Turkey (Scorpiones: Euscorpiidae). Aracnida - Rivista Arachnologica Italiana, vol. 1, no 3, p. 14-26.